# Croazia ai XXI Giochi olimpici invernali
La Croazia ha partecipato ai XXI Giochi olimpici invernali di Vancouver, che si sono svolti dal 12 al 28 febbraio 2010, rappresentata da una delegazione di 19 atleti.

## Medaglie
| Medaglia | Nome           | Sport      | Evento                   |
| -------- | -------------- | ---------- | ------------------------ |
| Argento  | Ivica Kostelić | Sci alpino | Slalom speciale maschile |
| Argento  | Ivica Kostelić | Sci alpino | Supercombinata maschile  |
| Bronzo   | Jakov Fak      | Biathlon   | 10 km sprint maschile    |

## Biathlon
| Gara                    | Atleta    | Penalità    | Tempo d'arrivo | Posizione |
| ----------------------- | --------- | ----------- | -------------- | --------- |
| 10 km sprint            | Jakov Fak | 0 (0+0)     | 24'21"8        |           |
| 12,5 km inseguimento    | Jakov Fak | 2 (2+1+0+1) | 35'45"6        | 25        |
| 15 km partenza in linea | Jakov Fak | 3 (1+0+1+1) | 36'10"5        | 9         |
| 20 km individuale       | Jakov Fak | 4 (1+1+0+2) | 53'56"0        | 51        |

| Gara              | Atleta               | Penalità    | Tempo d'arrivo | Posizione   |
| ----------------- | -------------------- | ----------- | -------------- | ----------- |
| 7,5 km sprint     | Andrijana Stipaničić | non partita | non partita    | non partita |
| 15 km individuale | Andrijana Stipaničić | 5 (1+3+0+1) | 53'06"1        | 83          |

## Bob
| Gara                   | Equipaggio                                                                                     | Manche 1 | Manche 2 | Manche 3 | Manche 4 | Totale  | Posizione |
| ---------------------- | ---------------------------------------------------------------------------------------------- | -------- | -------- | -------- | -------- | ------- | --------- |
| Bob a quattro maschile | Ivan Šola Igor Marić Slaven Krajačić Mate Mezulić (1ª-2ª manche) András Haklits (3ª-4ª manche) | 52"58    | 52"69    | 53"15    | 53"11    | 3'31"53 | 20        |

## Sci alpino
| Gara           | Atleta           | 1° manche    | 2° manche  | Tempo totale | Posizione  |
| -------------- | ---------------- | ------------ | ---------- | ------------ | ---------- |
| Slalom         | Ivica Kostelić   | 48"37        | 51"11      | 1'39"48      |            |
| Slalom         | Danko Marinelli  | 52"28        | 55"05      | 1'47"33      | 32         |
| Slalom         | Dalibor Šamšal   | non finito   |            |              |            |
| Slalom         | Natko Zrnčić-Dim | 50"01        | 51"98      | 1'41"99      | 19         |
| Gigante        | Ivica Kostelić   | 1'18"05      | 1'20"83    | 2'38"88      | 7          |
| Gigante        | Danko Marinelli  | squalificato |            |              |            |
| Gigante        | Dalibor Šamšal   | non finito   |            |              |            |
| Gigante        | Natko Zrnčić-Dim | 1"21"84      | 1"24"17    | 2"46"01      | 41         |
| Super-g        | Ivica Kostelić   | 1'31"47      | 1'31"47    | 1'31"47      | 16         |
| Super-g        | Ivan Ratkić      | 1'32"67      | 1'32"67    | 1'32"67      | 26         |
| Super-g        | Natko Zrnčić-Dim | non finito   | non finito | non finito   | non finito |
| Discesa        | Ivica Kostelić   | 1'55"49      | 1'55"49    | 1'55"49      | 18         |
| Discesa        | Ivan Ratkić      | 1'58"58      | 1'58"58    | 1'58"58      | 41         |
| Discesa        | Natko Zrnčić-Dim | 1'57"02      | 1'57"02    | 1'57"02      | 33         |
| Supercombinata | Ivica Kostelić   | 1'54"20      | 51"05      | 2'45"25      |            |
| Supercombinata | Ivan Ratkić      | non finito   |            |              |            |
| Supercombinata | Natko Zrnčić-Dim | 1'54"87      | 53"99      | 2'48"86      | 20         |

| Gara    | Atleta           | 1° manche  | 2° manche   | Tempo totale | Posizione   |
| ------- | ---------------- | ---------- | ----------- | ------------ | ----------- |
| Slalom  | Matea Ferk       | 54"95      | 55"98       | 1'49"93      | 34          |
| Slalom  | Nika Fleiss      | 53"68      | 53"91       | 1'47"59      | 25          |
| Slalom  | Ana Jelušić      | 52"37      | 53"06       | 1'45"43      | 12          |
| Slalom  | Sofija Novoselić | 58"17      | 56"74       | 1'54"91      | 39          |
| Gigante | Matea Ferk       | non finito |             |              |             |
| Gigante | Nika Fleiss      | 1'19"75    | non partita | non partita  | non partita |
| Gigante | Ana Jelušić      | 1'20"62    | non partita | non partita  | non partita |
| Gigante | Tea Palić        | 1'19"95    | 1'16"17     | 2'36"12      | 36          |

## Sci di fondo
| Gara                   | Atleta       | Tempo d'arrivo | Posizione |
| ---------------------- | ------------ | -------------- | --------- |
| 15 km a tecnica libera | Andrej Burić | 38'51"0        | 675       |

| Gara        | Atleta       | Qualificazioni | Qualificazioni | Quarti di finale | Quarti di finale | Semifinali | Semifinali | Finale | Finale    |
| Gara        | Atleta       | Tempo          | Pos.           | Tempo            | Pos.             | Tempo      | Pos.       | Tempo  | Posizione |
| ----------- | ------------ | -------------- | -------------- | ---------------- | ---------------- | ---------- | ---------- | ------ | --------- |
| Individuale | Nina Broznić | 4'15"31        | 52             |                  |                  |            |            |        |           |